# Hudhayl ibn Khàlaf ibn Razín
Hudhayl ibn Khàlaf ibn Lubb ibn Razín Izz-ad-Dawla (mort en 1044). Membre de la família Banu Razin, fou el primer sobirà de la Taifa d'Albarrasí, des d'aproximadament l'any 1013 fins a la seva mort.

Fill d'un tal Khàlaf ibn Lubb, era membre d'una família d'origen amazic, molt arabitzada, que havia entrat a la península Ibèrica en els primers moments de la conquesta musulmana. Els Banu Razin senyorejaven la zona d'Albarrasí temps abans de la fitna.

Al final del conflicte entre el Califa Hixam II (976 -1009 i 1010 – 1013) i Sulayman al-Mustaín (1099 - 1010 i 1013 – 1016), es va mostrar partidari del segon i aquest el va confirmar com a senyor dels territoris que ja governava. Però a partir de 1013, va anar distanciant-se dels problemes del califat i limitant-se a governar els seus territoris de la manera el més independent possible. No va adoptar apel·latius pretensiosos si no que es va fer nomenar hàjib, això li permetia exercir el poder de fet, sense oposar-se d'una manera frontal a la possibilitat del poder teòric d'un eventual califa. Va portar el títol d'Izz-ad-Dawla (Força de la Dinastia).
Va aconseguir un certa prosperitat econòmica per al seu estat, afavorit per la seva situació, en un lloc estratègic per al comerç de l'època.
El seu regnat (més de trenta anys) va significar una època de pau i floriment de les arts en el seu petit reialme. Va morir en la seva capital, Shantamariyya al-Xarq (actual Albarrasí) en 1044. El succeí el seu fill Abd-al-Màlik ibn Hudhayl.